# 995 a.C.
Il 995 a.C. (CMXCV a.C. in numeri romani) è un anno  del X secolo a.C.

## Eventi
- Cina: re Zhao di Zhou, sovrano della dinastia Zhou occidentale.